# Micke Lyander
Mikael "Micke" Lyander (född Lars Mikael Lyander), född 12 september 1961 i Hablingbo på Gotland, är en svensk musiker, musiktekniker och musikproducent. Bror till Johan Lyander.
Äger Sandkvie studio i Visby. Företaget skapades av Allan Larsson 1966. 1984 blev Micke Lyander delägare och 1990 övertog han helt studion. Studion har gästats av många stora artister.
Micke Lyander var medlem i det gotländska coverbandet Gaston bros, som en gång var husband i TV-programmet Direkt från Berns.